# Маклауд, Колин
Колин Манро Маклауд (англ. Colin Munro MacLeod, во многих источниках Маклеод; 28 января 1909 — 11 февраля 1972) — канадско-американский генетик. Он был одним из трёх учёных, которые обнаружили, что дезоксирибонуклеиновая кислота (ДНК) отвечает за преобразование физических характеристик бактерий, что впоследствии позволило идентифицировать её, как вещество, отвечающее за наследственность.

## Ранние годы и образование
Маклауд родился в Порт-Гастингсе, Новая Шотландия, Канада, в многодетной семье пресвитерианского священника и школьной учительницы. Перескочив через три класса начальной школы, он уже в 16 лет поступил в Университет Макгилла, что позволило ему закончить медицинское образование к 23 годам.

## Научная деятельность
В первые годы своей научно-исследовательской работы Маклауд вместе с Освальдом Эвери и Маклином Маккарти продемонстрировал, что молекулы ДНК являются ответственными за бактериальную трансформацию и являются физической основой гена.
В 1941 году Эвери и Маклауд выделили неочищенный экстракт из гладких (III-S) штаммов Streptococcus pneumoniae — возбудителя бактериальной пневмонии. Было замечено, что экстракт убитого нагреванием штамма III-S может преобразовывать живую культуру непатогенных (II-R) штаммов пневмококков в вызывающую заболевание S-форму. В том же году Маккарти присоединился к лаборатории Эвери, и в 1942 году группа начала рассматривать ДНК вещество, ответственное за трансформацию пневмококков R в пневмококки S. К началу 1943 года гипотеза, что ДНК является трансформирующим фактором подтвердилась, и в феврале 1944 года опубликовали первую из серии научных статей в Journal of Experimental Medicine. Последующие эксперименты подтвердили, что ДНК — универсальный носитель генетической информации. Однако, несмотря на огромную научную важность этой работы, которая стала известна как эксперимент Эвери — Маклеода — Маккарти, авторы не получили Нобелевской премии за своё открытие.
Из-за начала Второй мировой войны Маклауд был вынужден отвлечься от исследований пневмококка и ДНК. Он вплотную занялся проблемами здравоохранения и науки, связанным с борьбой против сыпного тифа, малярии и пневмонии, которые представляли серьёзную угрозу для здоровья военнослужащих США. Во время войны Маклауд был одним из многих университетских учёных и врачей, которые консультировали федеральное правительство по медицинским вопросам. В 1941 году он был назначен председателем кафедры микробиологии Медицинской школы Нью-Йоркского университета и работал консультантом военного министра США. Он стал официальным членом Эпидемиологического совета армии, который в 1949 году был расширен за счёт включения всех вооружённых сил и переименован в Эпидемиологический совет вооружённых сил. Маклауд стал президентом совета в 1947 году, и эту должность он занимал до 1955 года.
В конце Второй мировой войны Конгресс предоставил Национальным институтам здравоохранения (НИЗ) полномочия на получение грантов за внешние исследования, тем самым создав свои заочные программы, которые в настоящее время составляют почти 90 % его финансирования. НИЗ взяли на себя финансирование различных исследовательских проектов, начатых во время войны, а Маклауд с 1946 по 1949 год был членом первой исследовательской секции НИЗ — секции исследования антибиотиков. Имея опыт работы в недавно переименованном Министерстве обороны, Маклауд стал «внештатным» советником нескольких директоров НИЗ и работал в различных комитетах по грантам, комиссиях и целевых группах. Первые два этапа своей удачной карьеры: научного сотрудника лаборатории и главу академического совета, учёный отлично совмещал с участием в политике и в сфере международного здравоохранения.
В 1955 году Маклауд был избран членом Национальной академии наук. В 1956 году он оставил свою должность ведущего микробиолога в Нью-Йоркском университете и провёл несколько лет в Пенсильванском университете, затем вернулся в 1960 году в Нью-Йоркский университет в качестве профессора медицины. В том же году директор Национального института здравоохранения Джеймс Шеннон пригласил Маклауда и ещё нескольких учёных к сотрудничеству с Организацией Договора Юго-Восточной Азии, чтобы решить проблему холеры. Группа учёных рекомендовала создать организовало Исследовательскую лабораторию холеры, и его директором стал один из приглашённых специалистов: Фред Сопер. Позже лабораторию переименовали в Международный центр исследований диарейных заболеваний, Бангладеш.
В 1961 году Маклауд стал председателем Группы наук о жизни при Консультативном комитете по науке при президенте Джоне Ф. Кеннеди. В 1963 году Кеннеди назначил Маклауда заместителем директора Управления науки и технологий Исполнительного офиса президента (ныне Управление по научно-технической политике Белого дома). Маклауд был первым, кто занял эту должность. Он оставался на ней до 1966 года, работая советником президента Линдона Б. Джонсона, сменившего Кеннеди. Маклауд был назначен президентом Фонда медицинских исследований Оклахомы в 1970 году. Он оставался на этой должности до своей смерти в 1972 году.
В январе 1965 года состоялась важная встреча президента Линдона Джонсона с премьер-министром Японии Эйсакау Сато. Результатом встречи стало совместное коммюнике, где, в частности, говорилось, что «принимая во внимание проблемы во многих областях, связанных со здоровьем всех народов Азии, заключено соглашение о проведении развёрнутой программы сотрудничества в области медицинской науки применительно к таким болезням, как холера, малярия, шистосоматоз, туберкулёз и рак желудка, а кроме того, совместных разработок по поводу проблем, связанных с загрязнением воздуха и пестицидами». В качестве первого шага по реализации программы решено было организовать конференцию ведущих медицинских специалистов США и Японии для проработки подробностей новой программы и последующего обсуждения их с заинтересованными правительствами. Так в январе 1965 года родилась USJCMSP — совместная медицинско-научная программа США и Японии. Согласно хронике первых сорока лет Программы, после встречи Джонсона и Сато доктор Маклауд организовал серию встреч между американскими и японскими учёными, результатом которой стало формирование Совместного американо-японского планирующего Комитета (сегодня это Совместный Комитет и Совместная Делегация), руководившего Программой в последующие годы. Вторая историческая встреча прошла в апреле 1965 года в Национальном Зале Образования в Токио, и руководили ей главы делегаций — доктор Тошио Курокава и доктор Маклауд. На этой встрече были приняты ключевые тезисы: фокус внимания на болезнях, распространённых в Азии, упор на медицинские исследования, действия в пределах «двусторонних правительственных рамок». Кроме того, были определены управление и структура Программы с учреждением «Совместного Комитета», члены которого должны были назначаться Министерством Иностранных Дел Японии и Государственным Департаментом США. Задачами Совместного Комитета были консультации правительств по поводу широких аспектов Программы, выбор тактики, создание процедуры рассмотрения, которая позволила бы достичь целей Программы, и предоставление правительствам научного обоснования приоритетов в области здоровья и распределения ресурсов. И главное, Совместный Комитет установил систему секций, применимых к каждой болезни или категории болезней, с обязательным рассмотрением учёными отчётов по научным достижениям в каждой секции (Совместным Комитетом назначались ответственные за рассмотрение работы секций с пятилетним сроком полномочий). Пять проблем в области здравоохранения, изначально выбранные для формирования секций — холера, туберкулёз, проказа, паразитические болезни и вирусные болезни. Для каждой категории болезней предусматривалась американская секция и японская секция, и во время ежегодных собраний, проводимых попеременно в обеих странах, они действовали как совместная секция, состоящая из группы не более 10 учёных, пяти из Японии, пяти из США.
Доктор Маклауд умер 12 февраля 1972 года, в Лондоне, в возрасте 63 лет, во время работы над научным обзором работы лаборатории по изучению холеры в Дакке.